# Păltineni, Buzău
Păltineni este un sat ce aparține orașului Nehoiu din județul Buzău, Muntenia, România. Este situată direct pe valea râului Buzău, pe cursul superior al acestuia. Accesul rutier și feroviar se face prin drumul național DN10, respectiv calea ferată Buzău-Nehoiașu.
La sfârșitul secolului al XIX-lea, Păltineni făcea parte din comuna Păltineni din plaiul Buzău al județului Buzău, comună cu reședința în satul Nehoiu și formată din cătunele Albinari, Botele, Cătiașu-Ploscari, Curmătura, Fundătura, Fundu Nehoiului, Gura Cătiașului, Muscani, Nehoiu, Păltineni, Pâslari și Piatra, având în total 1920 de locuitori. În comuna Păltineni, 3 mori de apă, 2 făcaie, o stână la Fundu-Nehoiului, 3 biserici (la Păltineni, Nehoiu și Curmătura) și o școală cu 28 de elevi în Păltineni. Reședința comunei era încă de pe atunci cătunul Nehoiu.

În 1925, comuna Păltineni avea 2620 de locuitori. În 1931, satul Păltineni a devenit reședința comunei omonime, după ce comuna Nehoiu s-a separat și a format o comună independentă. Comuna Păltineni cu reședința la Păltineni avea în compunere satele Bâdârlegiu Mare, Cătiașu-Pleșcari, Curmătura, Fundătura, Gura Cătiașului, Păltineni și Piatra; tot atunci, comuna Siriu s-a desprins din comuna Nehoiașu.
În 1950 comuna a fost inclusă în raionul Cislău al regiunii Buzău și apoi (după 1952) al regiunii Ploiești. În 1968 reorganizarea administrativ-teritorială a dus la desființarea comunei Păltineni, inclusă comunei Nehoiu și transferată județului Buzău.